# Oka Rusmini
Oka Rusmini, née à Jakarta le 11 juillet 1967, est une journaliste, une poétesse et une romancière indonésienne.

## Biographie
Née en 1967, elle est issue d’une famille brahmane établie à Bali. Ses parents divorçant pendant sa petite enfance, elle est élevée en partie par ses grands-parents. Elle effectue des études de lettres puis devient journaliste.
Elle rentre en 1990 dans la rédaction d’un quotidien local, le Bali Post. Elle se consacre en parallèle à l’écriture de poésies, de nouvelles et de romans. Ses principales publications sont : Monolog Pohon,un recueil de poésie, en 1997, Tarian Bumi en 2000, Sagra en 2001, Kenanga en 2003, Patiwangi en 2003, Warna Kita en 2007, Pandora en 2008 et Tempurung en 2010. Une de ces œuvres les plus connues est Tarian Bumi (titre qui signifie : La Danse du Monde), traduite en anglais, suédois, allemand, italien et coréen,.
La publication de 2010, Tempurung, est également bien connue. Ces deux œuvres illustrent quelques-uns des thèmes de ses créations littéraires.
Tarian Bumi porte sur la question de la condition des femmes et des discriminations par le système des castes, dans le contexte de la culture et de la religion hindouiste. Les questions relatives à la pauvreté et au lesbianisme sont également évoquées,,. Tempurung est née d’une compilation des événements qu’elle a été amenée à suivre comme journaliste. Le personnage féminin principal ne veut pas se marier mais souhaite avoir des enfants,
Oka Rusmini est intervenue dans divers forums littéraires nationaux et internationaux, tels que le Festival des écrivains et des lecteurs d'Ubud à Bali, le Pulpit Poet 21st Century à Jakarta en 1996, l’International Poetry Festival à Surakarta en 2002 et celui à Denpasar en 2003. Elle a représenté l'Indonésie au Winternachten Literature Festival à La Haye et à Amsterdam, aux Pays-Bas. En 2003, elle a été invitée comme auteure à l’université de Hambourg, en Allemagne.
Elle a reçu plusieurs distinctions dont notamment le prix des écrivains de l'Asie du Sud-Est (S.E.A. Write Award), en 2012.

## Traductions en français
- Sculpteur d'éternité  (trad. de l'indonésien par Fanny Thoret Hadiyanto), Andert-et-Condon, Jentayu, 2018, 240 p. (ISBN 979-10-96165-11-7), p. 89-102.